# Американское Самоа на летних Олимпийских играх 2000
Американское Самоа принимала участие в Летних Олимпийских играх 2000 года в Сиднее (Австралия) в четвёртый раз за свою историю, но не завоевала ни одной медали. Сборную страны представляли 3 мужчины и 1 женщина, принимавшие участие в соревнованиях по лёгкой атлетике, стрельбе из лука и тяжёлой атлетике.

## Лёгкая атлетика
Спортсменов — 2
Мужчины
| Спортсмен       | Вид  | Забег     | Забег | Четвертьфинал | Четвертьфинал | Полуфинал | Полуфинал | Финал     | Финал     |
| Спортсмен       | Вид  | Результат | Место | Результат     | Место         | Результат | Место     | Результат | Место     |
| --------------- | ---- | --------- | ----- | ------------- | ------------- | --------- | --------- | --------- | --------- |
| Келси Наканелуа | 100м | 10,93     | 8     | Не прошёл     | Не прошёл     | Не прошёл | Не прошёл | Не прошёл | Не прошёл |

Женщины
| Спортсмен     | Вид            | Квалификация | Квалификация | Финал     | Финал     |
| Спортсмен     | Вид            | Результат    | Место        | Результат | Место     |
| ------------- | -------------- | ------------ | ------------ | --------- | --------- |
| Лиза Мисипека | Метание молота | 61,74        | 14           | Не прошла | Не прошла |

## Стрельба из лука
Спортсменов — 1
Мужчины
| Спортсмен    | Вид                         | Предварительный раунд | Предварительный раунд | 1/64                 | 1/32               | 1/16               | Четвертьфинал      | Полуфинал          | Матч за 3-е место  | Финал              | Место |
| Спортсмен    | Вид                         | Очков                 | Номер посева          | Соперник Результат   | Соперник Результат | Соперник Результат | Соперник Результат | Соперник Результат | Соперник Результат | Соперник Результат | Место |
| ------------ | --------------------------- | --------------------- | --------------------- | -------------------- | ------------------ | ------------------ | ------------------ | ------------------ | ------------------ | ------------------ | ----- |
| Куреса Тупуа | Индивидуальные соревнования | 419                   | 64                    | Янг Юн Хо Пор 98:172 | Не прошёл          | Не прошёл          | Не прошёл          | Не прошёл          | Не прошёл          | Не прошёл          | 64    |

## Тяжёлая атлетика
Спортсменов — 1
Мужчины
| Спортсмен     | Категория    | Масса  | Рывок | Рывок | Рывок | Толчок | Толчок | Толчок | Всего | Место |
| Спортсмен     | Категория    | Масса  | 1     | 2     | 3     | 1      | 2      | 3      | Всего | Место |
| ------------- | ------------ | ------ | ----- | ----- | ----- | ------ | ------ | ------ | ----- | ----- |
| Алесана Сионе | Свыше 105 кг | 130,18 | 160   | 160   | 167.5 | 190    | 197.5  | 197.5  | 357.5 | 20    |